# Sアリーナ
Sアリーナとは、CS放送・FIGHTING TV サムライで放送されているプロレス・格闘技情報番組。プロレスや格闘技の試合や記者会見などの模様の他、日替わりコーナーなどを送る情報番組。
放送時間は、毎日22:00～23:00（リピート放送あり）。
2011年9月30日の回をもって放送終了した。後番組は『速報!バトル☆メン』。

## Sアリーナ
- 司会は、三田佐代子(月、火、土)、元井美貴（金）、あべ由紀子、大江慎(日)、ゲスト司会者(水)

### 番組内コーナー
- 週刊女子プロレス
週1回日曜に女子プロレスを取り上げる。元々は、独立した番組であったが、後にSアリーナ日曜に内包される形で放送。
- 「HOME」
不定期放送。レスラー自身が地元へ帰郷し、生い立ちを紹介する。
- ワールドアリーナ
不定期放送。WWE・CMLLなど海外マットの情報をまとめて放送。
- ミキティコの「闘う天気予報」
2010年10月から元井美貴が金曜日のMC担当になる。元井扮するマスクウーマン「ミキティコ」（メキシコの覆面レスラーミスティコのパロディ）が週末の天気予報をプロレス風に伝える。

## Sアリーナ 格闘ジャングル2
- Sアリーナの格闘技系版。司会は、小野寺力、高阪剛、新井ありさ。2008年4月から継続番組として放送再開。毎週木曜日放送。

## 放送終了番組

### Sアリーナ 格闘ジャングル
- 上記の前身番組。毎週土曜放送。2007年7月に放送を終了。

### SアリーナX
- Sアリーナ日曜版。毎回レスラーをゲストキャスターとして迎える。アシスタントは真鍋摩緒(初代)、ユウキロック(2代目)、サムライガール。2007年7月に放送を終了。その後、ゲストキャスター形式は水曜日へ引き継がれる。